# Anna Manso Munné
Anna Manso Munné   (Gràcia, 27 de setembre de 1969) és una guionista i escriptora de literatura infantil i juvenil catalana.

## Biografia
Va néixer a Barcelona l'any 1969. Viu al barri de Gràcia. És la sisena de set germans i mare de tres fills. Va començar formant-se a l'Escola Nostra Senyora de Lurdes. Va estudiar Imatge i so a l'Escola de Mitjans Audiovisuals de Barcelona (EMAV) en l'especialitat de cinema (1991), producció de cinema al Centre Calassanç (1992), i cursa el Màster d'escriptura de guió cinematogràfic i de televisió de la UAB (1993). Des de l'any 1996 treballa com a guionista de programes infantils (Barri Sèsam, Club Super 3, Top ten Tomàtic, Les tres bessones i l'Enigma del Quixot, MIC, Una mà de contes), sèries (El joc de viure, Ambiciones, Mar de Fons, 700 euros una historia de amor, Zoo, Ventdelplà, El Cor de la Ciutat, L'un per l'altre, KMM, 39+1, Com si fos ahir (des del 2017) i programes d'entreteniment (Me lo dijo Pérez, De buena tinta, Museos con encanto, La Lloll a BTV, Cuina x Solters, La peor madre del mundo en Para todos la 2).
Com a escriptora ha publicat més de quaranta títols de literatura infantil i juvenil. Publica el seu primer llibre ,El Fittipaldi, l'any 2001 (Editorial Cruïlla. Col·lecció El Vaixell de Vapor). Ha guanyat el Premi Gran Angular de literatura juvenil de l'editorial Cruïlla l'any 2008 amb l'obra Canelons freds, i l'any 2016 amb l'obra Allò de l'avi. L'any 2016 guanya el premi Atrapallibres en la categoria de lectors de 9 anys amb el llibre Amics monstruosos (Animallibres).
Amb l'obra El llenguatge secret, publicada per Edebé, guanyà la modalitat de literatura infantil dels Premis de la Crítica dels Escriptors Valencians, per seva qualitat literària, domini narratiu i valors positius.
Té obra publicada en català, castellà, coreà, polonès, anglès i portuguès (Brasil). També desenvolupa activitats d'animació lectora i de formació a docents. Arxivat 2022-08-17 a Wayback Machine.
És autora de l'obra de teatre infantil Perduts a la Viquipèdia (Tzitània Teatre, Festival Grec 2013).
Autora de la columna d'opinió, La pitjor mare del món que es va començar a publicar en format blog el maig del 2010 i que des del juliol del 2011 passà a publicar-se setmanalment al diari ARA, al suplement Criatures fins al juliol de 2022. El 2013 es publicaria un llibre amb el mateix nom, La pitjor mare del món, el manual (Columna edicions – Labutxaca 2013). I en castellà La peor madre del mundo. El manual (Arpa) i la versió en audiollibre narrat per la mateixa autora.
Col·labora en diferents mitjans de comunicació (televisió, ràdio i premsa). Participa en la tertúlia d'actualitat del programa Catalunya Migdia de Catalunya Ràdio, des de l'octubre del 2016 fins al 2020. Membre fundadora de la plataforma APE (Autors en Perill d'Extinció), de l'associació GAC (Guionistes Associats de Catalunya), l'associació Escrivim (Associació d'escriptores i escriptors de literatura) i de la plataforma #Onsonlesdones.

## Premis literaris
- Gran Angular - 2008 - Canelons freds
- Gran Angular - 2016 - Allò de l'avi[8]
- Atrapallibres - 2016 - Amics monstruosos
- Premi de la Crítica dels Escriptors Valencians – 2022 – El llenguatge secret[9]

## Obres publicades[calcitació]

### Infantil i juvenil
- - 2001. El Fittipaldi - Barcelona - Ed: Cruïlla - Gènere: Narrativa - [Infantil]
  - 2003. La Rita fredolica - Barcelona - Ed: Jollibre (Anteriorment Grup Promotor Alfaguara) - Gènere: Narrativa - [Infantil]
  - 2004. Leandre, el nen horrible - Barcelona - Ed: Cruïlla/SM - Gènere: Narrativa - [Infantil] (Català i castellà)
  - 2004 – 2005. Col·lecció Leo – Ed: Intermon Oxfam - Gènere: Narrativa - [Infantil] (Català i castellà) 
    - Leo i l'amic invisible (2004)
    - Operació Leo (2005)
    - Leo i el misteri dels amulets (2005)
    - Leo a Nicaragua (2005)

  - 2005. Xocolata de taronja amarga - Barcelona - Ed: Cruïlla - Gènere: Narrativa - [Infantil]
  - 2006 – 2010. Col·lecció Valors – Ed: Intermon Oxfam - Gènere: Narrativa - [Infantil] (Català i castellà) 
    - El capità pernil (2006)
    - El castell del mal humor (2006)
    - Uuuh! Grr! (2007)
    - Botes noves (2008)
    - En SuperJuli i l'arma secreta (2008)
    - L'ogre i l'àvia Lola (2010)

  - 2007. Sol, jugues? - Barcelona - Intermon Oxfam - Gènere: Narrativa - [Infantil] (Català i castellà)
  - 2007. La reina dels micos - Barcelona - Intermon Oxfam - Gènere: Narrativa - [Infantil] (Català i castellà)
  - 2008. Canelons freds - Barcelona - Ed: Cruïlla - Gènere: Novel·la - [Juvenil]
  - 2009 – 2010. Col·lecció Àlex i Ghandi– Ed: Intermon Oxfam - Gènere: Narrativa - [Infantil] (Català i castellà) 
    - L'Àlex i Ghandi a Moçàmbic (2009)
    - L'Àlex i Ghandi a Brasil (2009)
    - L'Àlex i Ghandi a l'Índia (2010)
    - L'Àlex i Ghandi a Equador (2010)

  - 2010- La llista d'aniversari - Barcelona - Ed: Cruïlla/SM - Gènere: Narrativa - [Infantil] (Català, castellà, versió Lectura fácil català i castellà)
  - 2010 – 2012. Col·lecció Una noia N.O.R.M.AL. – Ed: Cruïlla/SM - Gènere: Narrativa - [Juvenil]
    - Una noia N.O.R.M.AL. s'ofereix de cangur (2010) (Català i castellà)
    - Una noia N.O.R.M.AL. vol fer de fotògrafa (2011)
    - Una noia N.O.R.M.AL. i altres animals (2011)
    - Tots els avis d'una noia N.O.R.M.AL. (2011)
    - Una noia N.O.R.M.AL. fa de pintora (2012)
    - Una noia N.O.R.M.AL. i la turista (2012)

  - 2011. L'ABC dari de la Barceloneta - Barcelona - Ed: Ajuntament - Gènere: Narrativa -[Infantil]
  - 2012. Cara de gos - Barcelona - Ed: Cruïlla - Gènere: Narrativa - [Infantil]
  - 2014 – 2016. Col·lecció Quin fàstic de fama!. – Ed: Cruïlla - Gènere: Narrativa - [Juvenil] (Català i castellà) 
    - Som autèntics (2014)
    - No ens emboliquis! (2014)
    - A l'atac! (2014)
    - Fins als nassos (2015)
    - Som-hi! (2016)

  - 2014. Amics monstruosos - Barcelona - Ed: Animallibres/Algar - Gènere: Narrativa - [Infantil] (Català i castellà)
  - 2014. El misterio de mi familia - Barcelona - Ed: Beascoa - 2014 - Gènere: Narrativa - [Infantil] (Castellà, polonés, portugués/Brasil)
  - 2014. L'últim violí - Barcelona - Ed: Arcàdia/Anaya - Gènere: Narrativa - [Infantil] (Català, castellà, coreà)
  - 2014. Les històries d'en Genius. El llamp màgic – Barcelona – Diputació de Barcelona – Gènere: Narrativa - [Infantil]
  - 2016. Allò de l'avi - Ed: Cruïlla - Gènere: Novel·la - [Juvenil]
  - 2017. I si fos un ocell? - Barcelona - Ed: Arcàdia - Gènere: Narrativa - [Infantil]
  - 2017. Cor de cactus i altres formes d'estimar - Barcelona - Ed: Cruïlla/SM - Gènere: Novel·la (Català, castellà)
  - 2018. La princesa, els llibres i el drac - Barcelona - Ed: La Galera - Gènere: Narrativa -[Infantil]
  - 2018. Gaudí - Barcelona - Ed: Mediterrània - Gènere: Narrativa - [Infantil] (Català, castellà, anglès, coreà)
  - 2019. Contes per riure per anar a dormir - Barcelona - Ed: Cruïlla - Gènere: Narrativa - [Infantil]
  - 2020. El conte de la cartera – Barcelona – Ed: Animallibres/Bromera/Algar - Gènere: Narrativa - [Infantil] (Català, castellà, versió en valencià)
  - 2020. El petit marcià – Barcelona – Ed: Cruïlla - Gènere: Narrativa - [Infantil]
  - 2021. El conte de les vocals. Una mà de contes – Ed: Beascoa - Gènere: Narrativa - [Infantil]
  - 2021. El llenguatge secret – Ed: Edebé - Gènere: Narrativa - [Infantil] (Català, castellà)
  - 2022. Una noia N.O.R.M.AL. (nova versió unificada) – Ed: Cruïlla - Gènere: Narrativa - [Juvenil]
  - 2022. Àlex i Ghandi a Moçambic (versió actualitzada) – Ed: Cruïlla/SM - Gènere: Narrativa - [Infantil] (català i castellà)

### Adults
- 2013. La pitjor mare del món. El manual - Barcelona - Ed: Columna/Labutxaca - Gènere: Narrativa - [No ficció]
- 2020. La peor madre del mundo. El manual – Barcelona- Ed: Arpa editores Gènere: Narrativa - [No ficció]
- 2022. La peor madre del mundo. El manual - Barcelona - Ed. SAGA Egmont - Gènere: Narrativa - [No ficció] (Audiollibre narrat per la mateixa autora)
- 2022 – Un cor de neu. Barcelona – Ed: La Magrana Gènere: Narrativa - [ficció]